# Westlich Raron
Westlich Raron (niem. Bezirk Westlich Raron, fr. District de Rarogne occidental) – okręg w Szwajcarii, w kantonie Valais. Siedziba administracyjna okręgu znajduje się w miejscowości Raron.  
Okręg składa się z jedenastu gmin (Politische Gemeinde; commune) o powierzchni 398,16 km² i o liczbie mieszkańców 11 338.

## Gminy
1. Ausserberg
2. Blatten (Lötschen)
3. Bürchen
4. Eischoll
5. Ferden
6. Kippel
7. Niedergesteln
8. Raron
9. Steg-Hohtenn
10. Unterbäch
11. Wiler (Lötschen)

## Zmiany administracyjne
- 1 stycznia 2009
  - utworzenie gminy Steg-Hohtenn z gmin Steg i Hohtenn